# اقوام ایرانی‌زبان
اقوام ایرانی‌زبان به اقوامی گفته می‌شود که در قدیم یا در زمان معاصر به زبان‌های ایرانی سخن گفته یا می‌گویند.

## ایرانی‌زبانان
- فارسی‌زبانان (از جمله: فارسی‌زبانان ایران، فارسی‌زبانان افغانستان،تاجیکستان و ...)
- آذری‌ها
- کردها
- تاجیک‌ها
- سیستانی‌ها
- باصری‌ها
- پشتون‌ها
- گیلک‌ها
- آسی‌ها
- لرها
- تالش‌ها
- گوران‌ها
- مازندرانی‌ها
- بلوچ‌ها
- پامیری‌ها
- زازاها
- اچمی‌ها
- هزاره‌ها
- سادات
- عرب‌های ایران
- ترک‌های ایران